# Lista okrętów United States Navy, W
W tej sekcji listy okrętów United States Navy wymienione są nazwy wszystkich okrętów United States Navy, których nazwa zaczyna się od W.
Aby zobaczyć wyłącznie listę okrętów obecnie pozostających w służbie — patrz Lista obecnie służących okrętów United States Navy
W przypadku okrętów, których nazwa została użyta jednokrotnie, link USS "Nazwa_okrętu" kieruje do artykułu o konkretnym okręcie. Jeżeli nazwy użyto kilkakrotnie, link USS "Nazwa_okrętu" kieruje do strony ujednoznaczniającej z krótkimi opisami poszczególnych okrętów, natomiast linki następujące po nazwie kierują do tych okrętów bezpośrednio.

## W-Wa
- USS "W. A. Edwards" (DD-619)
- USS "W. F. Babcock" (1882)
- USS "W. F. Marty" (SP-1145)
- USS "W. L. Bartlett" ()
- USS "W. L. Messick" (SP-322)
- USS "W. L. Steed" ()
- USS "W. S. Cahill" ()
- USS "W. S. Sims" (FF-1059)
- USS "W. T. James" (SP-429)
- USS "W. W. Burns" ()
- USS "Waban" ()
- USS "Wabanquot" (YTB-525)
- USS "Wabaquasset" (YTB-724)
- USS "Wabash" (1855, ID-1824, AOR-4, AOR-5)
- USS "Waccamaw" (AO-109)
- USS "Wachapreague" (AGP-8)
- USS "Wachusett" (1861, ID-1840)
- USS "Wachusetts" (SP-548)
- USS "Wacissa" (AOG-59)
- USS "Wacondah" (SP-238)
- USS "Waddell" (DDG-24)
- USS "Wadena" (SP-158)
- USS "Wadleigh" (DD-689)
- USS "Wadsworth" (DD-60, DD-516, FFG-9)
- USS "Wagner" (DER-539)
- USS "Wahaka" (YTB-526)
- USS "Wahkiakum County" (LST-1162)
- USS "Wahneta" (YT-1, YT-134)
- USS "Wahoo" (SS-238, SS-518, SS-516, SS-565)
- USS "Wahpeton" (YTB-527, YTM-757)
- USS "Wahtah" (YT-140)
- USS "Wailaki" ()
- USS "Wainwright" (DD-62, DD-419, CG-28)
- USS "Wake" (PR-3)
- USS "Wake Island" (CVE-65)
- USS "Wakefield" (AP-21)
- USS "Wakiva II" (SP-160)
- USS "Wakonda" ()
- USS "Wakulla" (, AOG-44)
- USS "Waldegrave" (DE-570)
- USS "Waldo County" (LST-1163)
- USS "Waldron" (DD-699)
- USS "Walke" (DD-34, DD-416, DD-723)
- USS "Walker" (DD-163, DD-517(inne języki))
- USS "Wallace L. Lind" (DD-703)
- USS "Wallacut" (YTB-420)
- USS "Waller" (DD-466)
- USS "Walnut" ()
- USS "Walrus" (SS-35, SS-431, SS-437)
- USS "Walsh" (APD-111)
- USS "Walter A. Luckenbach" ()
- USS "Walter Adams" ()
- USS "Walter B. Cobb" (APD-106)
- USS "Walter C. Wann" (DE-412)
- USS "Walter D. Munson" ()
- USS "Walter Forward" ()
- USS "Walter Hardcastle" ()
- USS "Walter S. Brown" (DE-258)
- USS "Walter S. Diehl" (AO-193)
- USS "Walter S. Gorka" (APD-114)
- USS "Walter X. Young" (DE-723, APD-131)
- USS "Walton" (DE-361)
- USS "Walworth County" (LST-1164)
- USS "Wampanoag" (1864, ATA-202)
- USS "Wampatuck" (YT-337)
- USS "Wamsutta" ()
- USS "Wanaloset" ()
- USS "Wanamassa" (YTB-820)
- USS "Wandank" (, ATA 204)
- USS "Wandena" ()
- USS "Wanderer" (, , )
- USS "Wanderlust" ()
- USS "Wando" (, )
- USS "Waneta" (YT-384)
- USS "Wanka" ()
- USS "Wannalancet" (YTB-386)
- USS "Wantuck" (APD-125)
- USS "Wapakoneta" (PC-579, YTB-766)
- USS "Wapasha" ()
- USS "Wapato" (YTB-788)
- USS "Wapello" (YN-56/YNT-24)
- USS "War Bug" (SP-1795)
- USS "War Hawk" (AP-168)
- USS "Warbler" (, MSC-206)
- USS "Ward" (DD-139/APD-16)
- USS "Warren" (, , ,. 1827)
- USS "Warren J. Courtney" (SP-375)
- USS "Warrick" (AKA-89)
- USS "Warrington" (DD-30, DD-383, DD-843)
- USS "Warrior" (MCM-10)
- USS "Wasaka III" (SP-342)
- USS "Wasatch" (AGC-9)
- USS "Washakie" ()
- USS "Washburn" (LKA-108)
- USS "Washington" (1775, row galley, frigate, galley, 1814, 1833, 1837, ACR-11, BB-47, BB-56)
- USS "Washoe County" (LST-1165)
- USS "Washtenaw County" (MSS-2)
- USS "Washtucna" (YTB-826)
- USS "Wasmuth" (DD-338/DMS-15)
- USS "Wasp" (1775, 1807, 1810, 1813, 1814, 1865, 1898, CV-7, CV-18, LHD-1)
- USS "Wassaic" ()
- USS "Wassuc" (1865, CMc-3)
- USS "Watauga" ()
- USS "Watch" (1861)
- USS "Watchman" (AGR-16)
- USS "Water Lily" ()
- USS "Water Witch" (1845, 1847, 1851)
- USS "Wateree" (, , )
- USS "Waterford" (ARD-5)
- USS "Waterman" (DE-740)
- USS "Waters" (DD-115, T-AGS-45)
- USS "Watertown" (T-AGM-6)
- USS "Waterway" ()
- USS "Wathena" (, )
- USS "Watkins" (AKR-315)
- USS "Watonwan" ()
- USS "Watseka" (YT-387)
- USS "Watson" (AKR-310)
- USS "Watts" (DD-567)
- USS "Waubansee" ()
- USS "Waubesa" ()
- USS "Waukegan" ()
- USS "Waukesha" (AKA-84)
- USS "Waupaca" (AOG-46)
- USS "Wauseon" (PC-1229)
- USS "Wautaga" ()
- USS "Wautauga" (AOG-22)
- USS "Wauwatosa" (YTB-775)
- USS "Wave" (, , )
- USS "Waverly" (PC-1225)
- USS "Wawasee" ()
- USS "Waxahachie" (YTB-814)
- USS "Waxbill" (, )
- USS "Waxsaw" (1865, ANL-91)
- USS "Waxwing" (AM-389)
- USS "Wayne" (APA-54)
- USS "Waynesburg" (PC-777)

## We-Wh
- USS "Weasel" ()
- USS "Weatherford" ()
- USS "Weaver" (DE-741)
- USS "Weazel" ()
- USS "Weber" (APD-75)
- USS "Webster" ()
- USS "Wedderburn" (DD-684)
- USS "Weeden" (DE-797)
- USS "Weehawken" (1862, CL-12, YTB-776)
- USS "Weeks" ()
- USS "Weemootoh" ()
- USS "Weepoose" ()
- USS "Wego" ()
- USS "Weight" ()
- USS "Weiss" (APD-135)
- USS "Welborn C. Wood" (DD-195)
- USS "Welch" (, PG-93)
- USS "Welcome" (SP-1175)
- USS "Welles" (DD-257, DD-628)
- USS "Wemootah" (SP-201)
- USS "Wenatchee" (, )
- USS "Wendy" (SP-448)
- USS "Wenonah" (, )
- USS "Wesson" (DE-184(inne języki))
- USS "West Alsek" ()
- USS "West Apaum" ()
- USS "West Arrow" ()
- USS "West Avenal" ()
- USS "West Bridge" ()
- USS "West Carnifax" ()
- USS "West Caruth" ()
- USS "West Cheswald" ()
- USS "West Coast" (ID-3315)
- USS "West Cobalt" ()
- USS "West Cohas" ()
- USS "West Compo" ()
- USS "West Conob" ()
- USS "West Corum" ()
- USS "West Cressey" (ID-3813)
- USS "West Ekonk" ()
- USS "West Elcajon" ()
- USS "West Elcasco" ()
- USS "West Eldara" ()
- USS "West Florida" ()
- USS "West Galeta" ()
- USS "West Galoc" ()
- USS "West Gambo" ()
- USS "West Gate" ()
- USS "West Gotomska" ()
- USS "West Grama" ()
- USS "West Haven" ()
- USS "West Hobomac" ()
- USS "West Honaker" ()
- USS "West Hosokie" ()
- USS "West Humhaw" ()
- USS "West Indian" ()
- USS "West Kyska" ()
- USS "West Lashaway" ()
- USS "West Lianga" ()
- USS "West Loquassuck" ()
- USS "West Madaket" ()
- USS "West Mahomet" ()
- USS "West Maximus" ()
- USS "West Mead" ()
- USS "West Milton" ()
- USS "West Mount" ()
- USS "West Nilus" ()
- USS "West Nohno" ()
- USS "West Point" (ID-3254, AP-23)
- USS "West Shore" ()
- USS "West View" ()
- USS "West Virginia" (ACR-5, BB-48, SSBN-736)
- USS "West Wauna" ()
- USS "West Wood" ()
- USS "West Zeda" (ID-3801)
- USS "West Zucker" (ID-3584)
- USS "West Zulu" ()
- USS "Westchester" (ID-3103, )
- USS "Westchester County" (LST-1167)
- USS "Westerdijk" (ID-2514)
- USS "Westerly" (PC-1198)
- USS "Western Ally" ()
- USS "Western Belle" (ID-3551)
- USS "Western Chief" ()
- USS "Western Comet" (ID-3569)
- USS "Western Front" ()
- USS "Western Hope" ()
- USS "Western Knight" ()
- USS "Western Light" ()
- USS "Western Maid" ()
- USS "Western Ocean" ()
- USS "Western Plains" ()
- USS "Western Port" ()
- USS "Western Sea" ()
- USS "Western Spirit" ()
- USS "Western Star" ()
- USS "Western World" ()
- USS "Westerner" ()
- USS "Westfield" (1861)
- USS "Westford" ()
- USS "Westmoreland" (APR-11, APA-104)
- USS "Westover" ()
- USS "Westpool" ()
- USS "Westport" ()
- USS "Westward Ho" ()
- USS "Westwind" ()
- USS "Wexford" ()
- USS "Wexford County" (LST-1168)
- USS "Whale" (SS-239, SSN-638)
- USS "Wharton" ()
- USS "Wheatear" (MSF-390)
- USS "Wheatland" ()
- USS "Wheeling" (, AGM-8)
- USS "Whetstone" (LSD-27)
- USS "Whidbey" ()
- USS "Whidbey Island" (LSD-41)
- USS "Whippet" (, )
- USS "Whipple" (DD-15, DD-217, FF-1062)
- USS "Whippoorwill" (AM-35, MSC-207)
- USS "Whipstock" ()
- USS "Whirlwind" (PC-11)
- USS "Whistler" ()
- USS "Whitaker" ()
- USS "White Marsh" ()
- USS "White Plains" (CVE-66, AFS-4)
- USS "White River" ()
- USS "White Sands" (AGDS-1)
- USS "Whitecap" ()
- USS "Whitefish" (SS-432)
- USS "Whitehall" (, PCE-856)
- USS "Whitehead" (1861)
- USS "Whitehurst" ()
- USS "Whitemarsh" (LSD-8)
- USS "Whiteside" ()
- USS "Whitewood" ()
- USS "Whitfield" ()
- USS "Whitfield County" (LST-1169)
- USS "Whiting" ()
- USS "Whitley" (AKA-91(inne języki))
- USS "Whitman" ()
- USS "Whitney" ()

## Wi
- USS "Wichita" (CA-45, AOR-1)
- USS "Wickakee" (YTB-529)
- USS "Wickes" (DD-75, DD-578)
- USS "Wico" (1888)
- USS "Wicomico" (YT-26)
- USS "Widgeon" (AM-22, MSC-208)
- USS "Wieldrecht" (ID-2519)
- USS "Wieringen" (ID-2547)
- USS "Wilbert A. Edwards" (1911)
- USS "Wild Cat" (1822, 1862, SP-879)
- USS "Wild Goose" (SP-562)
- USS "Wild Goose II" (SP-891)
- USS "Wildcat" (AW-2)
- USS "Wilderness" (1864)
- USS "Wildwood" (PC-1181)
- USS "Wileman" (DE-22)
- USS "Wiley" (DD-597)
- USS "Wilhelmina" (1909)
- USS "Wilhoite" (DE-397)
- USS "Wilkes" (1901, DD-67, DD-441, AGS-33)
- USS "Wilkes-Barre" (CL-90, CL-103)
- USS "Wilkinson" (DL-5)
- USS "Will Rogers" (SSBN-659)
- USS "Willamette" (AO-180)
- USS "Willapa" (CVE-53)
- USS "Willapa Bay" (CVE-109)
- USS "Willard Keith" (DD-775)
- USS "Willet" (AM-54/ARS-12)
- USS "Willet Rowe" (1863)
- USS "William A. McKenney" (1916)
- USS "William Ashton" (1918)
- USS "William B. Preston" (DD-344/AVP-20/AVD-7)
- USS "William Bacon" (1861)
- USS "William Badger" (1861)
- USS "William C. Cole" (DE-641)
- USS "William C. Lawe" (DD-763)
- USS "William C. Miller" (DE-259)
- USS "William Caldwell" (1918)
- USS "William D. Porter" (DD-579)
- USS "William Darnold" (1918)
- USS "William F. McCauley" (SP-2360)
- USS "William G. Anderson" (1859)
- USS "William G. Fargo" (1863)
- USS "William G. Putnam" (1857)
- USS "William G. Thomas" (DE-193)
- USS "William H. Bates" (SSN-680)
- USS "William H. Brown" (1862)
- USS "William H. Standley" (CG-32)
- USS "William Isom" (1917)
- USS "William J. Pattison" (APD-104)
- USS "William Johnson" (9118)
- USS "William Jones" (DD-308)
- USS "William L. Jones" (1861)
- USS "William Lee" (1861)
- USS "William M. Hobby" (APD-95)
- USS "William M. Wood" (DD-715)
- USS "William N. Page" (1918)
- USS "William P. Biddle" (AP-15)
- USS "William R. Rush" (DD-714)
- USS „William Rockefeller”(inne języki) (1916)
- USS "William Seiverling" (DE-441)
- USS "William T. Powell" (DE-213)
- USS "William V. Pratt" (DDG-44)
- USS "William Ward Burrows" (AP-6)
- USS "Williams" (1907, DD-108, DE-372)
- USS "Williamsburg" (AGC-369)
- USS "Williamson" (DD-244)
- USS "Willimantic" (1918)
- USS "Willing" (ARS-49)
- USS "Willis" (DE-395)
- USS "Willis A. Lee" (DL-4)
- USS "Willmarth" (DE-638)
- USS "Willoughby" (SP-2129, AGP-9)
- USS "Willowherb" (PG-100)
- USS "Wilmer" (1808)
- USS "Wilmette" (1903)
- USS "Wilmington" (CL-79, CL-111)
- USS "Wilrose II" (SP-195)
- USS "Wilson" (DD-408)
- USS "Wiltsie" (DD-716)
- USS "Wimbee" (IX-88)
- USS "Winamac" (YTB-394)
- USS "Winchester" (SP-156)
- USS "Winder" (PCS-1376)
- USS "Windham Bay" (CVE-92)
- USS "Windham County" (LST-1170)
- USS "Windhover" (ASR-18)
- USS "Windigo" (YTB-421)
- USS "Winding Gulf" (1918)
- USS "Windlass" (ARS(D)-4)
- USS "Windom" (1896)
- USS "Windsor" (APA-55, ARD-22)
- USS "Winfield S. Cahill" (1912)
- USS "Winged Arrow" (AP-170)
- USS "Wingfield" (DE-194)
- USS "Wingina" (YTB-395)
- USS "Winifred" (1898)
- USS "Winjah" (CVE-54)
- USS "Winjah Bay" (CVE-110)
- USS "Winnebago" (1863, 1900)
- USS "Winnemucca" (PC-1145, YTB-785)
- USS "Winnetka" (YTB-376)
- USS "Winnipec" (1864)
- USS "Winona" (1861)
- USS "Winooski" (1863, AO-38)
- USS "Winslow" (1897, DD-53, DD-359)
- USS "Winston" (LKA-94)
- USS "Winston S. Churchill" (DDG-81)
- USS "Winterberry" (AN-56)
- USS "Winterswijk" (1914)
- USS "Winthrop" (SP-3297)
- USS "Wintle" (DE-25, DE-266)
- USS "Wisconsin" (BB-9, BB-64)
- USS "Wiseman" (DE-667)
- USS "Wissahickon" (1861, 1900)
- USS "Wissoe II" (SP-153)
- USS "Wistaria" (SP-259)
- USS "Witek" (DD-848)
- USS "Witter" (DE-636)
- USS "Wiwoka" (SP-250)

## Wo-Wy
- USS "Woban" (YT-138)
- USS "Wolffish" (SS-434)
- USS "Wolverine" (IX-31, IX-64)
- USS "Wompatuck" (YT-27)
- USS "Wood" (DD-317, AP-56)
- USS "Wood County" (LST-1178)
- USS "Woodbine" (1913)
- USS "Woodbury" (1837, 1864, DD-309, WSC-155)
- USS "Woodcliff Bay" (CVE-93)
- USS "Woodcock" (AM-14/AT-145)
- USS "Woodford" (AKA-86)
- USS "Woodpecker" (MSC-209)
- USS "Woodrow R. Thompson" (DE-451, DD-721)
- USS "Woodrow Wilson" (SSBN-624)
- USS "Woodson" (DE-359)
- USS "Woodstock" (PC-1180)
- USS "Woodworth" (DD-460(inne języki))
- USS "Woolsey" (DD-77, DD-437)
- USS "Woonsocket" (PF-32, YTM-754)
- USS "Worcester" (1866, PF-62, CL-144)
- USS "Worden" (TB-16, DD-288, DD-352, CG-18)
- USS "Worland" (PCE-845)
- USS "Worthington" (PC-1137)
- USS "Worthy" (AGOS-14)
- USS "Wovoka" (YTB-396)
- USS "Woyot" (YT-150)
- USS "Wrangell" (AE-12)
- USS "Wren" (DD-568)
- USS "Wright" (AV-1, CVL-49, CV-47, AVB-3)
- USS "Wyalusing" (1863)
- USS "Wyandance" (SP-359)
- USS "Wyandank" (1847)
- USS "Wyandot" (AK-283)
- USS "Wyandotte" (1853, 1869)
- USS "Wyffels" (DE-6)
- USS "Wyman" (DE-38, AGS-34)
- USS "Wyoming" (1859, BM-10, BB-32, SSBN-742)
- USS "Wythe" (LST-575)